# The Devil's Holiday
The Devil's Holiday è un film del 1930 diretto da Edmund Goulding.